# Duffy’s Irish Catholic Magazine

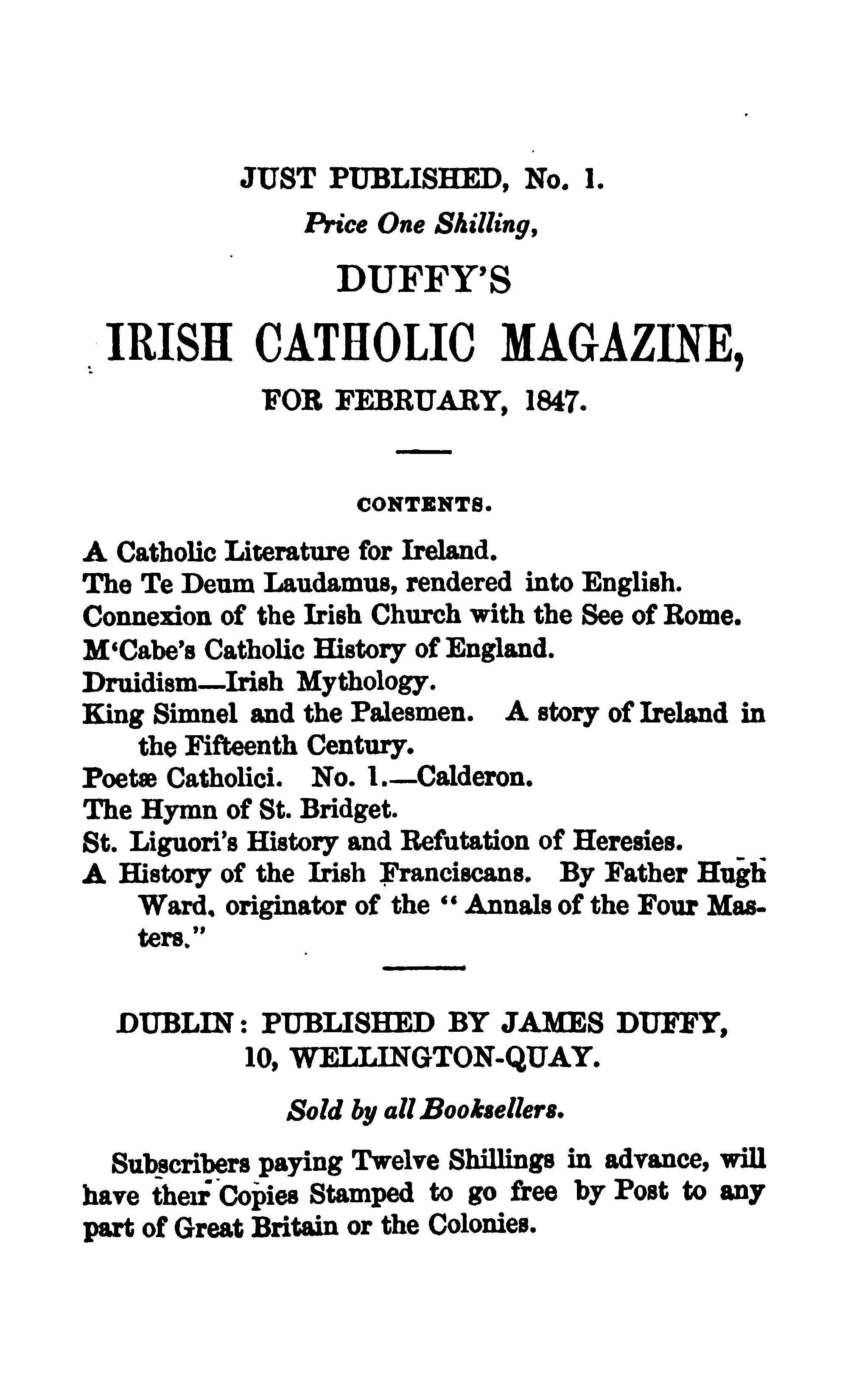
Ankündigung der ersten Ausgabe des Magazins

Duffy’s Irish Catholic Magazine war ein von dem irischen Publizisten James Duffy herausgegebenes Magazin mit einer monatlichen Erscheinungsweise, das in den Jahren 1846 und 1847 mit insgesamt 23 Ausgaben erschienen ist. Das Magazin reihte sich in die übrigen Publikationen von Duffy ein wie beispielsweise das Fireside Magazine oder das Hibernian Magazine, die katholisch-national geprägt waren, jedoch nicht den gleichen Erfolg errangen wie das Dublin Penny Journal oder das Irish Penny Journal und daher meist nur recht kurzlebig waren. Eine besondere Bedeutung erlangte das Irish Catholic Magazine durch die hochrangigen Autoren, die die katholisch-nationale Erneuerungsbewegung in Irland wesentlich prägten. Zu ihnen gehörten u. a. der Präsident des St. Patrick’s College in Maynooth und Professor für Kirchengeschichte, Charles W. Russell, der Gründer der Catholic Young Men's Society und Dekan von Limerick, Richard Baptist O’Brien, der irische Dichter James Clarence Mangan und der Dubliner Architekt J. J. McCarthy, einer der bedeutendsten Vertreter der Neugotik in Irland.